# The Dalston Set
The Dalston Set es un grupo de música indie surgido a principios de la década del 2000 en Londres, Inglaterra. Los miembros eran Dominic Masters de The Others, The Libertines, Queens of Noize, Johnny Borrell... todos ellos unidos por la música más o menos del mismo estilo.
Según fue pasando el tiempo el grupo se disolvió, de tal forma que, por ejemplo Pete Doherty y Johnny Borrell no se hablan

## Miembros
- Dominic Masters
- The Libertines
- Queens of Noize
- Johnny Borrell

## Relaciones
- La canción Golden Touch de Razorlight va dirigida a Queens of Noize.
- La canción The boy looked at Johnny de The Libertines es para Johnny Borrell.
- Las chicas de Queens of Noize estuvieron saliendo con Johnny Borrell y Pete Doherty entre otros.
- John Hassall de The Libertines fue al colegio con Johnny Borrell.
- Antes de crear su propio grupo, Johnny Borrell estuvo tocando como bajista para The Libertines, siendo sustituido más tarde por John Hassall.

- Datos: Q5390211